# Didier Lavergne
Didier Lavergne é um maquiador francês. Venceu o Oscar de melhor maquiagem e penteados na edição de 2008 por La môme, ao lado de Jan Archibald.